# میهن‌پرست (فیلم ۱۹۸۲)
میهن‌پرست (به هندی: Desh Premee) فیلمی محصول سال ۱۹۸۲ و به کارگردانی منموهان دسای است. در این فیلم بازیگرانی همچون آمیتاب باچان، هما مالینی، اوتام کومار، شارمیلا تاگور، پروین بابی، شامی کاپور، امجد خان، پریم نات، قادرخان ایفای نقش کرده‌اند.

## خلاصه داستان
استاد دینانات از مبارزین علیه انگلیس بوده. اکنون پس از آزادی هند وی احساس می‌کند که برخی افراد دیگر کشورخود را دوست ندارند. مثل پرتاب سینگ که دست به اعمال خلافی همچون قاچاق اسلحه می‌زند. زمانی که دینانات قصد دستگیری پرتاب را می‌کند وی و شریکش شرسینگ همسر و دختر استاد را گروگان می‌گیرند؛ ولی او از تصمیمش منصرف نمی‌شود. همسر و دختر استاد آواره می‌شوند و او همراه پسرش راجو به مکان دیگری می‌روند. پس از سالها اکنون راجو بزرگ شده و برای پرتاب سینگ کار می‌کند بی آنکه بداند وی با خانواده اش چه کرده و…